# Орельяна, Нарсисо
Нарсисо Освальдо Орельяна Гусман (исп. Narciso Oswaldo Orellana Guzmán; род. 28 января 1995, Санта-Ана) — сальвадорский футболист, полузащитник клуба «Альянса» и сборной Сальвадора.

## Клубная карьера
Орельяна начал свою профессиональную карьеру в клубе «Исидро Метапан». 4 августа 2013 года в матче против «Санта-Теклы» он дебютировал в чемпионате Сальвадора. 17 августа 2014 года в поединке против УЭС Нарсисо забил свой первый гол за команду. В составе клуба Орельяна три раза выиграл чемпионат.
В 2017 году Орельяна перешёл в «Альянсу».

## Международная карьера
30 августа 2014 года в товарищеском матче против сборной Доминиканской Республики Нарсисо дебютировал за сборную Сальвадора.
В 2015 году в составе сборной Орельяна принял участие в розыгрыше Золотого кубка КОНКАКАФ. На турнире он был запасным и на поле так и не вышел.
В 2017 году Орельяна во второй раз принял участие в розыгрыше Золотого кубка КОНКАКАФ. На турнире он сыграл в матчах против команд Ямайки, Мексики, США и Кюрасао.
Орельяна был включён в состав сборной Сальвадора на Золотой кубок КОНКАКАФ 2019.

## Достижения
«Исидро Метапан»
- Чемпион Сальвадора: апертура 2013, клаусура 2014, апертура 2014

«Альянса»
- Чемпион Сальвадора: апертура 2017, клаусура 2018